# Rosty Vince
Barkóci Rosty Vince (Alsópaty, Vas vármegye, 1803. július 21.–Igal, Somogy vármegye, 1857. április 19.), táblabíró, ügyvéd, becsületbeli tanácsos és uradalmi tiszttartó, sümegi földbirtokos.

## Élete
Az előkelő nemesi barkóci Rosty család sarja. Apja ifjabb barkóci Rosty Lajos (1769–1839) cs. kir. kapitány, úttörő a pezsgőkészítésben Magyarországban, zalai földbirtokos, anyja Khelbl Anna (1776–1823) volt. Az apai nagyszülei idősebb barkóczi Rosty Lajos (1731–1780), földbirtokos, a herceg és gróf Batthyányiak javainak kormányzója, valamint bajáki Bajáky Anna (1736–1787) asszony voltak. Nagynénjei: Rosty Petronella (1770–1792), akinek a férje hertelendi és vindornyalaki Hertelendy György (1764–1831), Zala vármegye alispánja, táblabírája, földbirtokos, valamint Rosty Katalin (1776–1836), akinek a férje nemes Oszterhueber Ferenc (1751–1835) Zala vármegye alispánja, földbirtokos.
1819 és 1820 között a Győri királyi jogakadémián járt; korábban Sopronban tanult. Az 1830-as években Rosty Vince becsületbeli tanácsos és uradalmi tiszttartó volt Sümegen; később a piarista rend ügyésze, valamint uradalmi és közbirtokossági ügyész is volt. A sümegi társas életnek a nagy elkötelezettje is volt; az ottani úri kaszinó alapítótagjai között szerepelt. Rosty Vince szíve közel állt a reformkori új eszmékhez; az 1845-ben készült listán szerepelt a Zala megyei önkéntes adózó nemesek között, Deák Ferencet követve.

## Házassága és leszármazottjai
Pesten 1828. szeptember 9-én feleségül vette Kanicser Terézia (Pest, 1805. március 27.–Buda, 1875. június 3.) kisasszonyt, akinek a szülei Kanicser Péter (1770–1848), pesti polgár szűcsmester és Laszkar Magdolna voltak. Rosty Vince és Kanicser Terézia frigyéből született:
- Rosty Otília (*Pest, Szentistvánváros, 1829. július 25.–†Pest, 1874. november 17.) kisasszonyt,[11][12] Férje: mikanesdi Mikár Zsigmond (Buttyin, 1826. ősz – Budapest, Józsefváros, 1906. április 29.)[13][14] huszárkapitány, az 1848–1849. országos honvédegyletek központi bizottságának főjegyzője, magánzó.
- Rosty Sándor (*Pest, 1831. február 27.–†Pest, 1835. január 14.)
- Rosty Szidónia (*Pest, Szentistvánváros, 1832. december 7.–†Budapest, 1883. december 21.).[15][16] Férje: Sekulits István (Dolova, 1810. december 29. - Budapest, 1885. január 8.) magyar honvéd ezredes az 1848–49-es szabadságharcban, hivatalnok.
- Rosty Benedek (*Pest, 1834. június 15.–†Pest, 1834. június 29.)
- Rosty István (*Pest, 1835. augusztus 20.–†?), hajóskapitány. 1.f.: Sárkány Mária (*Komárom, 1835.–†Budapest, 1880. január 14.). 2.f.: Urbán Franciska (*Nagybánya, 1847.–†?)
- Rosty Johanna (*Pest, 1836. április 4.–†Buda, 1870. február 21.)
- Rosty Ilona (*Sümeg, 1839. március 4.–†?). Férje: Jancsovics István.
- Rosty Jozefa (*Sümeg, 1839. március 4.–†?). 1.f.: Szeiff Alajos, sörfőző. 2.f.: Illés Károly